# Крајпуташ Алекси Марићу
Крајпуташ Алекси Марићу налази се у селу Братљево, засеок Перковићи, Општина Ивањица. Подигнут је у спомен трубачу Војске Краљевине Србије који је изгубио живот у бици на Овчем Пољу 1913. током Другог балканског рата.

## Опис и стање споменика
Крајпуташ у облику стуба од жућкастог пешчара. На предњој страни, испод крста у ловоровом венцу урезан је текст епитафа. Натпис се наставља испод стилизованог крста на полеђини.
Споменик је у добром стању и обновљен, о чему сведоче савремена покривка од камена и бојом „поцртани” урези. Полихромија и флорална орнаментика доприносе општем декоративном утиску.  

## Епитаф
Натпис гласи:
Спомен
АЛЕКСИ МАРИЧИЋУ
трубачу II-ог пука
1-ог позива
из Буткова
Наш нигда незаборављени брат
који свечано бранећи
краља и отаџбину
изненада од небраће Бугара
погибе 17-ог јуна 1913. год
у Овчем пољу где је и сахрањен
у 26-ој години,
ком оста девојка испрошена
за навек заборављена.
Ми фамилија занавек
да оплакујемо Алексу у даљини
гледајући овај жалосни спомен
који га подижу из благодарности
браћа Микаило, Војин
синовци Драгољуб и Богољуб.